# Gérard Bourbotte
Pour les articles homonymes, voir Bourbotte.
Gérard Bourbotte était un footballeur français né le 7 février 1934 à La Bassée (Nord) et mort le 25 juin 2016 à Sailly-sur-la-Lys (Pas-de-Calais).
Il a joué principalement au LOSC comme attaquant. Avec les Lillois, il a été champion de France en 1954 et a remporté la Coupe de France en 1955 (au cours de laquelle, il a marqué deux buts en finale).
Comme François Bourbotte, il a débuté à l'ES Bully-les-Mines.
Avec 96 buts marqués, il est le quatrième meilleur buteur de l'histoire du LOSC.

## Carrière de joueur
| Année   | Club           | Pays   |
| ------- | -------------- | ------ |
| 1952-57 | Lille OSC      | France |
| 1957-59 | RC Strasbourg  | France |
| 1959-60 | Red Star       | France |
| 1960-63 | Stade français | France |
| 1963-68 | Lille OSC      | France |

## Palmarès
- Champion de France en 1954 avec le Lille OSC
- Championnat de France de D2 en 1964 avec le Lille OSC
- Vainqueur de la Coupe de France en 1953 et 1955 avec le Lille OSC